# Diracnotatie

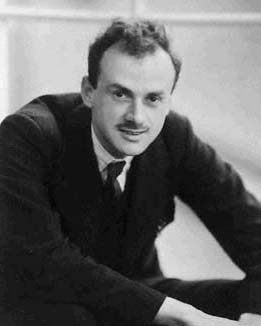
Paul Dirac

In de natuurkunde, speciaal in de kwantummechanica, is de diracnotatie, ook wel bra-ketnotatie, een vorm van notatie voor de kwantumtoestanden van een systeem. In het bijzonder is het een notatie voor de vectoren en lineaire functionalen die gebruikt worden. De notatie werd ontwikkeld door kwantumfysicus Paul Dirac.
In de diracnotatie wordt een kolom-vector, of golffunctie {\displaystyle \Psi }, als ket genoteerd: 
{\displaystyle |\Psi \rangle }
In de diracnotatie wordt de duale vorm van de kolom-vector en de golffunctie, t.w. de rij-vector en de complex-geconjugeerde golffunctie, bijv. {\displaystyle \Phi }, genoteerd als een bra:
{\displaystyle \langle \Phi |}
In deze notatie wordt het resultaat van toepassing van de lineaire functionaal {\displaystyle \langle \Phi |} op de vector {\displaystyle |\Psi \rangle } geschreven als de bra-ket: 
{\displaystyle \langle \Phi |\Psi \rangle =\langle \Phi |{\big (}|\Psi \rangle {\big )}},
waarin dus in het midden slechts één verticale streep staat.
Met deze notatie is het ook mogelijk de bra-ket te interpreteren als inproduct.
Een lineaire functionaal komt in dit geval dus neer op een complex geconjugeerde. Dit is alleen zo wanneer de duale ruimte van een ruimte isomorf is met de ruimte zelf, wat bij een hilbertruimte (zoals de ruimte waarin alle kwantummechanische toestanden zitten) inderdaad zo is. Omdat een bra een lineaire functionaal is, is de uitkomst van deze uitdrukking een complex getal. In de kwantummechanica hangt deze uitdrukking samen met de kans dat de toestand ψ vervalt in de toestand φ.